# Осборн, Шерард
Шерерд Озборн (англ. Sherard Osborn; 25 апреля 1822, Мадрас — 6 мая 1875, Лондон) — британский адмирал, участник Крымской войны.

## Биография
Родился в Мадрасе в семье командированного в Индию британского офицера. В 1837 году начал служить в британском флоте. Первый боевой опыт получил в ходе Первой Опиумной войны. Принимал участие в арктической экспедиции под началом Эдварда Белчера. Командовал HMS Медуза, во время Крымской войны также возглавил эскадру, действующую в Азовском море, имея флагманом HMS  Везувий. 
За службу был назначен кавалером ордена Бани, награжден Орденом Почетного Легиона ,  и турецкий орден Меджидие . 
В 1859 году он опубликовал труд «Круиз по японским водам», «Бой на Пейхо» .
Принял участие во Второй Опиумной войне, командуя кораблем. В 1861—1862 году воевал в Мексиканском заливе. В 1864 году стал капитаном броненосца Royal Sovereign. Умер в Лондоне.